# Martín Conde
Martín Alejo Conde (Mar del Plata, 25 de agosto de 1971) é  um ex-jogador de de voleibol de praia argentino que disputou quatro edições dos Jogos Olímpicos de Verão nos anos de 1996, 2000, 2004 e 2008; também medalhista de ouro na edição do Campeonato Mundial de Vôlei de Praia de 2001 na Áustria e do Circuito Mundial de 2002.

## Carreira
Participou de quatro edições da Olimpíada de Verão, nos anos de 1996 (Atlanta), 2000 (Sydney). 2004 (Atenas) e 2008 (Pequim).
Em 2001 disputou a edição do Campeonato Mundial de Vôlei de Praia em Klagenfurt ao lado de Mariano Baracetti e obtiveram o título da temporada de 2002 do Circuito Mundial, em 2006 foi premiado como o melhor defensor da temporada de 2006 do Circuito Mundial

## Premiações individuais
- Melhor Defensor do Circuito Mundial de Vôlei de Praia de 2006[3]